# Alfonso Jaime, hertug af Anjou og Cádiz
Alfonso Jaime, hertug af Anjou og Cádiz, (spansk: don Alfonso-Jaim Marcellino Manuel Victor Maria de Borbón y Dampierre, fransk: Alphonse de Bourbon, duc d’Anjou) (født 20. april 1936 i Rom, Italien, død 30. januar 1989 i Colorado, USA) var titulær hertug af Cádiz og titulær hertug af Anjou. Han var sønnesøn af kong Alfons 13. af Spanien og fætter til kong Juan Carlos af Spanien. Han gjorde forgæves krav på de spanske og franske troner. Som fransk tronprætendent kaldte han sig Alphonse II.

## Forældre
Alfonso Jaime var den ældste søn af Jaime, hertug af Segovia og Anjou og den fransk–italienske adelsprinsesse Emmanuelle de Dampierre (1913–2012).
Alfonso Jaime var sønnesøn af kong Alfons 13. af Spanien og den britisk fødte dronning Victoria Eugenie af Battenberg. Han var oldesøn af Alfons 12. af Spanien, Maria Christina af Østrig, Henrik Moritz af Battenberg og Beatrice af Storbritannien. Han var tipoldesøn af Victoria af Storbritannien.

## Ægteskaber
Alfonso Jaime var gift med en datterdatter af den spanske diktator Francisco Franco. De blev forældre til to sønner. 